# Russian Red
Lourdes Hernández González (Madrid; 20 de noviembre de 1985), más conocida por su nombre artístico Russian Red, es una cantante de música indie, folk y pop española. También es actriz.

## Biografía
Compone e interpreta todas sus canciones en inglés y afirma que canta en dicho idioma por instinto, ya que siempre había escuchado música en este idioma, destacando a The Beatles entre sus principales influencias. Ha sido comparada con artistas como PJ Harvey, Feist, Laura Marling, Cat Power o Dolly Parton. El nombre de Russian Red viene de un tono rojo de pintalabios que usó la propia artista. Según sus propias palabras: 

"Tuve una banda sin nombre hace tiempo. Desde entonces me perseguía una obsesión: encontrar el nombre artístico ideal. Un día me enamoré de ese color, lo llevaba una chica. Pronuncié su nombre, ahora es mi seudónimo."

## Historia

### 1985-2006: primeros años y comienzos
Lourdes Hernández comenzó a dedicarse con más interés a la música coincidiendo con su ingreso en la universidad en la que inició sus estudios de Derecho. Tras abandonar la carrera el primer trimestre comenzó a tocar con regularidad y a cantar ocasionalmente en el Metro de Madrid. Al año siguiente comenzó Traducción e Interpretación en la Universidad Autónoma de Madrid y estaba a punto de terminar la carrera cuando decidió dedicarse a tiempo completo a su carrera musical.
El proyecto Russian Red nació cuando Lourdes Hernández conoció a Brian Hunt, un músico indie de padre inglés y madre española, con el que inició una relación sentimental. Con Hunt, grabó una maqueta que llegó a recibir más de 70.000 visitas en el sitio web Myspace.
Poco a poco comenzó a hacerse muy conocida en el circuito indie español, dando más de 60 conciertos en 2007 y participando, entre otros, en el festival Primavera Sound.

### 2007-2010:I Love Your Glassesy reconocimiento de la crítica
En primavera de 2007, Lourdes conoció al productor cordobés Fernando Vacas en casa de un amigo común, quien poco tiempo después le propuso grabar un disco en el sello Eureka, que él mismo dirigía. El álbum, el primero de la artista, llevó el nombre: I love your glasses y en sus créditos se incluye a Brian Hunt, que participó en su grabación como músico y con el que la cantante había roto su relación sentimental recientemente.

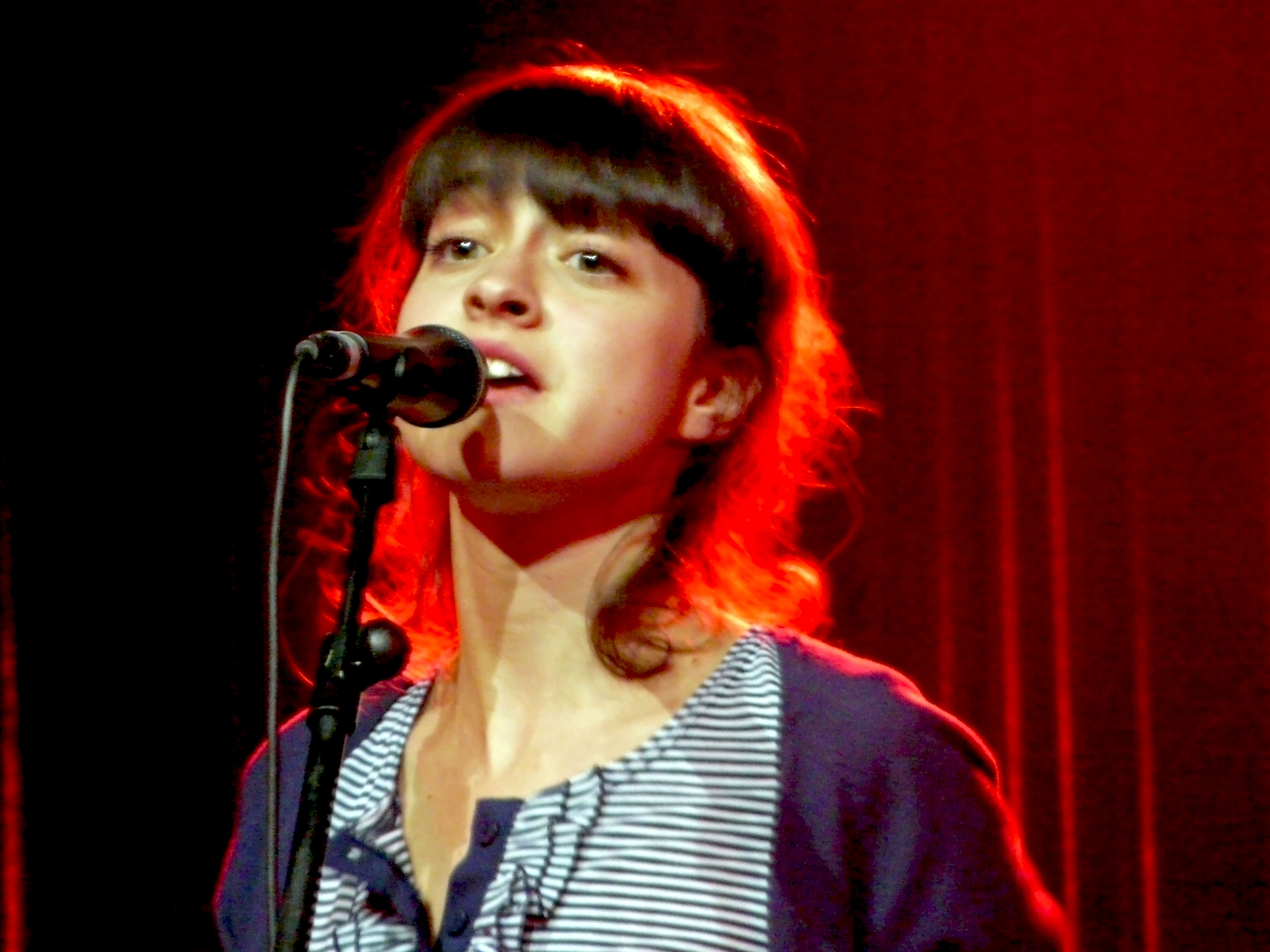
Russian Red en Joy Eslava el 29 de febrero de 2008

El álbum rápidamente se convirtió en un gran éxito de ventas, lo que llevó a parte de la crítica especializada a considerarla como la "revelación musical del año". Con él obtuvo galardones como El Duende a la artista con mayor proyección de la siguiente década, el ENVIVO en la categoría de "cantautor" y el Pop-Eye al mejor álbum de debut.
Su primer álbum, I love your glasses, vendió más de 40.000 ejemplares y en España fue disco de oro después de vender más de 30.000 unidades. Este hito coincidió con el fin de gira que, tras más de dos años y centenares de conciertos tanto en España como en América, culminó en un concierto celebrado en el teatro Calderón de Madrid el 21 de diciembre de 2009 y habiendo tocado en algunos en los festivales más importantes de España y Europa, como el FIB, Primavera Sound, Jazzaldia y Eurosonic, entre otros.
La canción Nice Thick Feathers, se utilizó como banda sonora de un anuncio de Häagen-Dazs. y Cigarettes formó parte de la banda sonora de la película Camino dirigida por Javier Fesser.
Premios como el Pop Eye al Mejor Disco Revelación 2008 o la Mejor Voz Femenina 2009 y sus tres nominaciones a los Premios de la Música en 2009 certificaron su éxito. Al mismo tiempo, su música ha sonado en campañas de publicidad, series de televisión o películas como Habitación en Roma de Julio Medem, por la que fue nominada a los XXV edición de los Premios Goya a la Mejor Canción con "Loving Strangers". En 2010 Russian Red cantó en dúo virtual con Elvis Presley la canción "Love Me Tender" en la edición especial española del disco Viva Elvis.

### 2011-2012:Fuerteventuray otros proyectos
El 10 de mayo de 2011 se publicó Fuerteventura, el segundo álbum de la artista. Fue grabado en los Castle of Doom Studios de Glasgow con la producción de Tony Doogan y la colaboración de varios miembros de la formación Belle and Sebastian.
Tras la salida del disco comienza la promoción por toda España con presentaciones y conciertos en las principales ciudades del país. En el verano del 2011 toca en los festivales más importantes (Bilbao BBK Live, FIB, Arenal Sound, etc.) y se abre al mercado asiático con una primera visita a Taiwán donde logra un éxito sin precedentes para un artista español.
En octubre de 2011 se dio a conocer que Russian Red había sido galardonada con el premio MTV a mejor artista español del año. Ese mismo mes la cantante versionó el clásico “So Long, Marianne” de Leonard Cohen en un tributo hacia el mismo.
Tras un pequeño parón en la gira de Fuerteventura en diciembre de 2011 Russian Red vuelve a la carretera en enero de 2012 con un formato de concierto diferente a lo que se había visto hasta el momento, acompañada por Brian Hunt (a quien no había visto desde I love your glasses) y Pablo Serrano. Durante el resto del año siguen girando con este formato por España y viajan también a otros países tanto europeos (Francia, Suecia, Suiza, Bélgica, Gran Bretaña, Portugal, Holanda, etc.) como asiáticos (China, Japón, Taiwán y Corea del Sur), en muchos de los cuales el disco Fuerteventura salió a la venta.

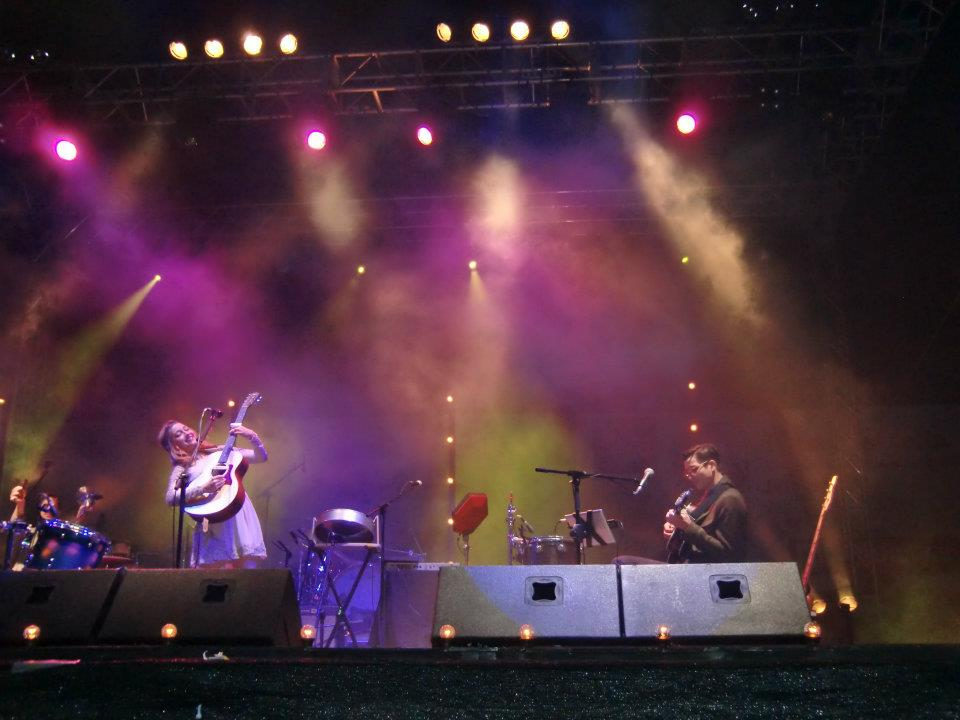
Russian Red en Murcia. 13 de abril de 2012

El 2 de mayo de 2012, la presidenta de la Comunidad de Madrid Esperanza Aguirre, concedió la Medalla de la Comunidad de Madrid, en su categoría de Plata, a Lourdes Hernández (Russian Red), una distinción a su trabajo y trayectoria artística.
En el verano del 2012 Russian Red graba las canciones “A la luz del sol” y “Volaré” incluidas en la banda sonora de la película de Disney/Pixar Brave que llegó a los cines el 10 de agosto de 2012. Lourdes se siente una “privilegiada” por poder interpretar las canciones de la nueva producción de Disney/Pixar: “Es una meta alcanzada de toda niña que ha crecido viendo las películas de Disney”.
Al final del verano del 2012 Pablo Serrano es sustituido a la batería por Juan Diego Gosálvez (Juandi) y los 3 (Lourdes, Juandi y Brian) prosiguen con la gira de Fuerteventura y la compaginan con una mini gira de 5 conciertos homenaje a The Beatles. En estas 5 actuaciones se incorpora Álex Ferreira como bajista y cantante en alguno de los temas.
En diciembre de 2012 se da por finalizada la gira Fuerteventura aunque todavía quedarían algunos conciertos pendientes en 2013 en algunos países de Hispanoamérica.

### 2013-2016:Agent Cooper
En enero del 2013 Lourdes se va a vivir a Los Ángeles donde prepara y graba su tercer disco de estudio, Agent Cooper.
Grabado en los estudios Sunset, en Los Ángeles, este tercer trabajo reúne a algunos de los mejores profesionales de la escena musical americana. Grabado y producido por Joe Chiccarelli, conocido por haber trabajado con The White Stripes, The Strokes, Morrissey, My Morning Jacket, U2, The Shins, Brian Wilson, Beck o Mika entre otros, el álbum cuenta con la colaboración de Mark Needhan (The Killers, Fleetwood Mac, Bloc Party, Blondie, Chris Isaak) a cargo de las mezclas y con Emily Lazar (Vampire Weekend, Björk, David Bowie, Lou Reed) como ingeniera de masterización.
Como sencillo del disco Russian Red lanzó "Casper" (con posterior videoclip el 24 de enero de 2014), que tuvo además una edición en vinilo como maxisencillo, siendo la cara B el tema Philippe, no incluido en el disco.
Además, conforme se acercaba la fecha de salida del LP, se pudieron escuchar en iTunes diferentes adelantos del trabajo, concluyendo con la descarga gratuita durante tiempo limitado que ofreció la artista en Amazon del tema "Michael P.", primer corte del disco, días después de que se pusiese a la venta en numerosos países.
En 2015 colaboró en dos temas con el cantante estadounidense Daniel Anderson, más conocido como Glowbug. Ese mismo año Russian Red coprotagonizó junto con Carlos Troya el corto "El Beso", dirigido por David Priego.

### 2017-presente:Karaoke
Ya establecida en Los Ángeles, en 2017 publicó su cuarto disco: Karaoke. Un disco de versiones de las canciones (Queen, Pretenders, The Human League...) que más le gustaba cantar en los karaokes de Estados Unidos.
En 2022 protagonizó Ramona, la ópera prima de Andrea Bagney.

## Discografía

### Álbumes de estudio
- 2008: I love your glasses
- 2011: Fuerteventura
- 2014: Agent Cooper
- 2017: Karaoke
- 2024: Volverme a enamorar

### Sencillos
- "They Don't Believe" (2008)
- "Cigarettes" (2008)
- "Perfect Time" (2008)
- "I Hate You But I Love You" (2011)
- "The Sun, The Trees" (2011)
- "Everyday Everynight" (2012)
- "My Love Is Gone" (2012)
- "Casper" (2014)
- "John Michael" (2014)
- "Michael P" (2014)

### Colaboraciones
- "Perfect Time" (2008, con Depedro)
- "Love Me Tender" (2010, con Elvis Presley)
- "Deconstructed" (2010, con Nelue)
- "Ya te lo decía yo" (2011, con Jero Romero)
- "Useless" (2012, con Autumn Comets)
- "Leyenda" (2013, con Joe Crepúsculo)
- "All In" (2015, con Daniel Anderson)
- "Ultimate Stranger" (2015, con Daniel Anderson)
- "Cállate" (2020, con Casero)
- "Rutinas Domésticas en 2009 (2021, con Zahara y Martí Perarnau)

### Participación en bandas sonoras
- "Another mind" (en la película El rey de la montaña en 2008)[13]
- "Cigarettes" (en la película Camino en 2008)[14]
- "No Past Land" (cabecera de la serie Cazadores de hombres en 2008)[15]
- "Loving Strangers" y "Upset" (en la película Habitación en Roma en 2010)[16]
- "Volaré" y "A la luz del sol" (en la película Brave en 2012)[17]
- "The memory is cruel" (en la película Presentimientos en 2013)

### Su voz y canciones en Anuncios / Publicidad
- "Nice thick feathers" (en el anuncio de Haagen Dazs, 2008)
- "The sun, the trees" (en el anuncio de Trina, 2012)
- "Everyday, everynight" (en el anuncio de Trina, 2012)
- "Fuerteventura" (en el anuncio de Trina, 2012)
- "Tarantino" (en el anuncio de Emidio Tucci, 2012)
- "Moving on up" (en el anuncio de Sony Xperia, 2013)

## Filmografía

### Cine
- "El Beso" (cortometraje) (2015)
- "Ramona" (2023)

### Series
- "Un cuento perfecto" (2023)

## Campañas publicitarias
Russian Red ha sido imagen de las siguientes marcas textiles:
- Kling (desde 2009)
- Loewe (Leather Icons, 2011)
- Purificación García (temporada otoño-invierno, 2011)
- Women' Secret (2011)
- Pure Expert (Germaine de Capuccini, 2013)

## Influencias
Russian Red ha sido incluida a menudo dentro de la ola de cantautoras folk que se dio en España entre 2008 y 2009, y que incluía, entre otras, a Alondra Bentley, Anni B Sweet, Virginia Maestro, Zahara o Coffee & Wine. Además, la cantante ha admitido que su mayor influencia ha sido la banda británica The Beatles, ya que creció con sus discos, de ahí que el idioma utilizado por la artista sea el inglés.

## Premios y candidaturas
| Año  | Categoría                          | Premio                  | Resultado |
| ---- | ---------------------------------- | ----------------------- | --------- |
| 2008 | Mejor álbum debut                  | Premios Pop-Eye         | Ganadora  |
| 2009 | Premio propuesta musical           | Premios Miradas 2       | Nominada  |
| 2009 | Autor Revelación                   | Premios de la Música    | Nominada  |
| 2009 | Artista Revelación                 | Premios de la Música    |           |
| 2009 | Mejor Álbum de Pop Alternativo     | Premios de la Música    |           |
| 2011 | Mejor artista español              | MTV Europe Music Awards | Ganadora  |
| 2011 | Mejor artista europeo              | MTV Europe Music Awards | Nominada  |
| 2011 | Mejor canción ("Loving Strangers") | Premios Goya            | Nominada  |